# Euploea
Euploea es un género de lepidópteros perteneciente a la familia Nymphalidae. Es originario de Asia y Oceanía.

## Especies
- Euploea alcathoe (Godart, 1819) en Borneo, Molucas,  Nueva Guinea y Australia.
  - Euploea alcathoe alecto (Butler, 1866)
  - Euploea alcathoe coffea (Fruhstorfer, 1910)
  - Euploea alcathoe diadema (Moore, 1883)
  - Euploea alcathoe macgregori (Kirby, 1889)
  - Euploea alcathoe monilifera (Moore, 1883)
  - Euploea alcathoe nox (Butler, 1866)
  - Euploea alcathoe samaraina (Carpenter, 1953)
  - Euploea alcathoe zodica (Fruhstorfer, 1904)
- Euploea algea (Godart, 1819) en Molucas.
  - Euploea algea aglaina (Fruhstorfer, 1910)
  - Euploea algea helcita (Boisduval, 1859) en Nueva Caledonia.
  - Euploea algea abjecta (Butler, 1866)
  - Euploea algea amycus (Miskin, 1890)
  - Euploea algea ancile (Fruhstorfer, 1910)
  - Euploea algea cissia (Fruhstorfer, 1910)
  - Euploea algea corvina (Fruhstorfer, 1898)
  - Euploea algea cyllene (Staudinger, 1889)
  - Euploea algea deione (Westwood, 1848)
  - Euploea algea diana (Butler, 1866)
  - Euploea algea eleutheria (Fruhstorfer, 1910)
  - Euploea algea epiphaneia (Fruhstorfer, 1910)  Sumatra.
  - Euploea algea fruhstorferi (Röber, 1897)
  - Euploea algea horsfieldii (C. & R. Felder, 1865)
  - Euploea algea kheili (Weymer, 1885)
  - Euploea algea lachrymosa (Grose-Smith, 1894)
  - Euploea algea laodikeia (Fruhstorfer, 1910)
  - Euploea algea limborgii (Moore, 1879)
  - Euploea algea maura (Hopffer, 1874)
  - Euploea algea megaera (Butler, 1866)
  - Euploea algea menetriesii (C. & R. Felder, 1860)
  - Euploea algea menodice (Fruhstorfer, 1910)
  - Euploea algea pasina (Fruhstorfer, 1906)
  - Euploea algea sacerdos (Butler, 1883)
  - Euploea algea sapitana (Fruhstorfer, 1898)
  - Euploea algea seitzi (Hagen, 1898)
  - Euploea algea tenebrosa (Grose-Smith, 1894)
  - Euploea algea tombugensis (Fruhstorfer, 1899)
  - Euploea algea transpectus (Moore, 1883)
  - Euploea algea wallengreni (C. & R. Felder, 1865)
  - Euploea algea wiskotti (Röber, 1887)
  - Euploea algea zonata (Druce, 1873) en Borneo.
- Euploea andamanensis
- Euploea asyllus (Godman et Salvin, 1888)
  - Euploea asyllus asyllus en islas Salomon.
  - Euploea asyllus gerion (Godman et Salvin, 1888)
- Euploea batesii C. & R. Felder, [1865 en Nueva Guinea y Australia.
  - Euploea batesii batesii
  - Euploea batesii auritincta (Carpenter, 1953)
  - Euploea batesii belia (Waterhouse & Lyell, 1914)
  - Euploea batesii honesta (Butler, 1882)
  - Euploea batesii kunggana (Carpenter, 1953)
  - Euploea batesii leucacron (Carpenter, 1953)
  - Euploea batesii mimica (Fruhstorfer, 1910)
  - Euploea batesii pinaria (Fruhstorfer, 1910)
  - Euploea batesii pubilia (Fruhstorfer)
  - Euploea batesii resarta (Butler, 1876)
  - Euploea batesii rotunda (van Eecke, 1915)
  - Euploea batesii trobriandensis (Carpenter, 1953)
  - Euploea batesii woodfordi (Godman & Salvin, 1888)
- Euploea blossomae (Schaus, 1929) en Filipinas.
  - Euploea blossomae blossomae'
  - Euploea blossomae corazonae (Schröder, 1977)
  - Euploea blossomae escapardae (Morishita, 1974)
  - Euploea blossomae sibulanensis (Jumalon, 1971)
- Euploea boisduvali (Lucas, 1852) en islas Salomon.
  - Euploea boisduvali boisduvali
  - Euploea boisduvali albomarginata (Carpenter, 1942)
  - Euploea boisduvali addenda (Howarth, 1962)
  - Euploea boisduvali bakeri (Poulton, 1926)
  - Euploea boisduvali brenchleyi (Butler, 1870)
  - Euploea boisduvali fraudulenta (Butler, 1882)
  - Euploea boisduvali pyrgion (Godman & Salvin, 1888)
  - Euploea boisduvali rileyi (Poulton, 1924)
  - Euploea boisduvali torvina (Butler, 1875)
- Euploea caespes en islas de la Sonda.
- Euploea camaralzeman (Butler, 1866)
  - Euploea camaralzeman camaralzeman al sur de Birmania y en Tailandia.
  - Euploea camaralzeman claudina (Staudinger, 1889)
  - Euploea camaralzeman cratis (Butler, 1866)  en Philippines.
  - Euploea camaralzeman formosana (Matsumura, 1919) en Taiwán.
  - Euploea camaralzeman hypanis (Fruhstorfer, 1910) en Java.
  - Euploea camaralzeman malayica (Butler, 1878) Malasia y Sumatra.
  - Euploea camaralzeman paraclaudina (Pendlebury, 1939)
  - Euploea camaralzeman scudderi (Butler, 1878) à Borneo.
- Euploea climena (Stoll, 1782)  Java, Nicobar, Molucas y Australia.
  - Euploea climena climena
  - Euploea climena bandana (Fruhstorfer, 1904)
  - Euploea climena dohertyi (Holland, 1900)
  - Euploea climena elwesiana (de Nicéville, 1897) en Bali.
  - Euploea climena eurypon (Hewitson, 1858)
  - Euploea climena macleari (Butler, 1887) Australia
  - Euploea climena melina (Godart, 1857)
  - Euploea climena neptis (Röber, 189)1
  - Euploea climena nobilis (Strand, 1914)
  - Euploea climena palmedo (Doherty, 1891)
  - Euploea climena sepulchralis (Butler, 1866)  Java.
  - Euploea climena simulatrix (Wood-Mason et de Nicéville, 1881) en Nicobar.
  - Euploea climena terissa (Fruhstorfer, 1910) Java.
  - Euploea climena valeriana (Fruhstorfer, 1904)
- Euploea configurata (C. et R. Felder, 1865) en Sulawesi.
- Euploea core (Cramer, 1780) en  India, Australia.
  - Euploea core core en Inde.
  - Euploea core andamanensis (Atkinson, [874)
  - Euploea core amymone (Godart, 1819)  China Hong Kong.
  - Euploea core asela (Moore, 1877) en Ceylan.
  - Euploea core bauermanni (Röber, 1885)
  - Euploea core charox (Kirsch, 1877)
  - Euploea core corinna (MacLeay, 1826) Australia.
  - Euploea core distanti (Moore, 1882)  Sumatra.
  - Euploea core godarti (Lucas, 1853)  Birmania e Indochina.
  - Euploea core graminifera (Moore, 1883)  Birmania Malasia.
  - Euploea core haworthi (Lucas, 1853) en Java y Bali.
  - Euploea core kalaona (Fruhstorfer, 1898)
  - Euploea core prunosa (Moore, 1883) China.
  - Euploea core renellensis (Carpenter, 1953)
  - Euploea core scherzeri (C. Felder, 1862)
  - Euploea core vermiculata (Butler, 1866)  India y Birmania.
- Euploea cordelia (Martin, 1912) centro de Sulawesi.
- Euploea crameri (Lucas, 1853) en Malasia, Birmania y Bali.
  - Euploea crameri crameri à Bornéo.
  - Euploea crameri bremeri (C. & R. Felder, 1860) en Malasia, Birmania y en Singapur.
  - Euploea crameri daatensis (Moore, 1883) Borneo.
  - Euploea crameri frauenfeldi (C. Felder, 1862)
  - Euploea crameri heylaertsi (Moore, 1890)  Sumatra
  - Euploea crameri jedja (Fruhstorfer, 1911)
  - Euploea crameri labuana (Moore, 1883)  Borneo.
  - Euploea crameri lanista (Fruhstorfer, 1904)
  - Euploea crameri metavica (Hagen)
  - Euploea crameri nagasena (Fruhstorfer, 1906)
  - Euploea crameri niasica (Moore, 1883)
  - Euploea crameri nicevillei (Moore, 1890)
  - Euploea crameri oceanis (Doherty, 1891)
  - Euploea crameri pagenstecheri (Hagen, 1897)
  - Euploea crameri praedicabilis (Fruhstorfer, 1914) sur Vietnam.
  - Euploea crameri singaradha (Fruhstorfer, 1908)  Bali.
  - Euploea crameri tenggerensis (Fruhstorfer, 1898)